# Ilya Prigogine
Ilya Prigogine (in russo Илья Романович Пригожин?, Il'ja Romanovič Prigožin; Mosca, 25 gennaio 1917 – Bruxelles, 28 maggio 2003) è stato un chimico e fisico russo naturalizzato belga, molto noto per le sue teorie sulle strutture dissipative, i sistemi complessi e l'irreversibilità.

## Biografia
Nacque a Mosca in una famiglia ebraica. Il padre, Ruvim Abramovič Prigožin, era un ingegnere chimico e la madre, Julija Vichman, una pianista. Per motivi politici, la famiglia lasciò la Russia nel 1921 e, dopo alcuni soggiorni in varie parti dell'Europa, nel 1929 si stabilì a Bruxelles, in Belgio.
Cresciuto in un ambiente culturalmente ricco e stimolante, dopo le scuole medie superiori intraprese gli studi di chimica e fisica alla Libera Università di Bruxelles, laureandosi nel 1941. Sotto l'influenza di Théophile de Donder e Jean Timmermans, orientò i suoi interessi di studio e di ricerca verso la termodinamica dei sistemi complessi, la termodinamica del non equilibrio e i fenomeni irreversibili della biologia, conseguendo il dottorato di ricerca nel 1945 con una tesi dal titolo "Étude thermodynamique des phénomènes irreversibles", e avviando così un lungo percorso di elaborazione che lo porterà a formulare, nel 1967, la nozione di struttura dissipativa.
Nel 1947 iniziò a insegnare chimica fisica e fisica teorica alla Libera Università di Bruxelles e nel 1951 riprese la cattedra del suo ex professore Jean Timmermans. Nel 1959 divenne direttore dell'International Institute Solvay di Bruxelles. Nominato inoltre direttore dell'International Center for Statistical Mechanics and Thermodynamics dell'Università del Texas ad Austin, nel 1967 fu tra i fondatori del Center for Complex Quantum Systems.
Vincitore del Premio Solvay nel 1965, come riconoscimento per i suoi pionieristici studi e le innovative ricerche in termodinamica dei processi irreversibili e dei sistemi complessi gli venne assegnato il premio Nobel per la chimica nel 1977.

## Le idee e le teorie
Nel pensiero di Prigogine ha un'importanza cruciale il concetto di entropia, ovvero il secondo principio della termodinamica: ogni processo naturale, infatti, è irreversibile e tende ad aumentare la sua entropia (e quella dell'ambiente in cui si trova). Anche il tempo, in quanto successione di stati sempre diversi, deve essere concepito come irreversibile. Tuttavia in natura esistono organismi viventi in grado di auto-organizzarsi diminuendo la propria entropia a discapito dell'ambiente, vincolati a un maggior o minor disordine entropico. A partire da queste considerazioni, Prigogine e altri studiosi (tra cui Francisco Varela, Harold Morowitz ed Enzo Tiezzi) hanno cominciato a gettare un ponte tra la fisica, la chimica, l'ecologia e le scienze sociali, per studiare tali settori non separatamente, ma come sistemi tra loro interagenti. Per questa ragione Prigogine è considerato uno dei pionieri della cosiddetta scienza della complessità.
Prigogine si occupò pure di sistemi non-lineari e caotici, ricerca operativa, meccanica statistica, fondamenti della meccanica quantistica, proponendo tra l'altro l'uso dello spazio di Hilbert allargato in meccanica quantistica come possibile strumento per introdurre l'irreversibilità anche nei sistemi quantistici.

## Opere principali
- Dall'essere al divenire. Tempo e complessità delle scienze fisiche (1978), Einaudi, Torino, 1986
- La nuova alleanza. Metamorfosi della scienza (1979) (con Isabelle Stengers), Einaudi, Torino, 1981
- Dall'essere al divenire (1986), Einaudi, Torino, 1986
- La nascita del tempo (1984-87), Theoria, Napoli, 1988
- La complessità. Esplorazioni nei nuovi campi delle scienze (1987), Boringhieri, Torino, 1991
- Tra il tempo e l'eternità (1988) (con I. Stengers), Einaudi, Torino 1989
- Le strutture dissipative. Auto organizzazione dei sistemi termodinamici di non equilibrio, Sansoni, Firenze, 1982
- Le leggi del caos, Laterza, Roma-Bari, 1992
- La fine delle certezze. Il tempo, il caos e le leggi della natura, trad. Libero Sosio, Bollati Boringhieri, Torino, 1997-2014, ISBN 978 88 339 2564 6
- Termodinamica: dalle macchine termiche alle strutture dissipative (con Dilip Kondepudi), Bollati Boringhieri, Torino, 2002
- Il futuro è già determinato?, Di Renzo Editore, Roma, 2003